# Krivoklát
Krivoklát (in ungherese Széppatak) è un comune della Slovacchia facente parte del distretto di Ilava, nella regione di Trenčín.